# Ferran I Gonzaga
|  | Per a altres significats, vegeu «Ferrante Gonzaga». |

Ferran I Gonzaga (Màntua, 6 d'abril del 1587 – Màntua, 29 d'octubre 1626) fou duc de Màntua i Montferrat del 1616 fins a la seva mort. Va renunciar a la seva carrera eclesiàstica per succeir el seu germà que havia mort prematurament a causa de l'epidèmia de verola.

## Biografia
Ferran era el segon fill del duc Vicenç I Gonzaga i de la seva esposa Elionor de Mèdici.
De jove i per voluntat del seu pare, va ser iniciat en la carrera eclesiàstica. Als vint anys va obtenir el càrrec de cardenal diaca de l'església de Santa Maria in Domnica. Dos anys després va ser traslladat per exercir el mateix càrrec a l'església de Santa Maria in Portico Octaviae. Això no obstant la seva personalitat no era la pròpia d'un religiós, Ferran, com el seu pare, era amant dels luxes.
La mort inesperada del seu germà, el 22 de desembre del 1612, sense descendència masculina, el va fer plegar de la carrera eclesiàstica per assumir el títol de duc. La cerimònia de presa de possessió es va celebrar el 6 de gener del 1616, malgrat l'oposició de Carles Manuel I de Savoia, sogre del seu difunt germà que proposava ser el regent de la seva neta Maria. El duc de Savoia va obrir una crisi diplomàtica que va involucrar els reis de França i Espanya.
Durant els anys de govern de Ferran, home de gran cultura e intel·lecte, però no gaire dotat del caràcter humà i polític que havia fet gran al seu avi, no es va distingir particularment com a governant. A la seva cort va acollir alguns artistes, entre els quals estaven: Domenico Fetti (pintor conegut pel sobrenom de el Mantuà), Carlo Saraceni i el flamenc Anton van Dyck. L'arquitecte de la seva cort va ser Nicolò Sebregondi que, entre el 1613 i el 1624 va estar al càrrec de la construcció d'una vil·la anomenada La Favorita.
El 19 de febrer del 1616, tenint com a testimoni el seu fidel conseller l'abat Gregorio Carbonelli, va simular un fals matrimoni amb una jove de Montferrat de la qual se n'havia enamorat, Camilla Faà di Bruno, la qual li va donar un fill, Jacint.Al mateix temps, el duc intentava arranjar un matrimoni polític amb Caterina, filla del gran duc de Toscana Ferran I de Mèdici i amb la qui es va casar el 7 de febrer del 1617 a Florència. Aquest matrimoni va resultar estèril, fet que agreujava la qüestió successòria ja en demanda pels Savoia.
Si ell no aconseguia tenir fills, la successió recauria en el seu germà Vicenç II, que estava casat amb una dona més gran que ell i tampoc tenia fills. Ferran va intentar anul·lar el matrimoni del seu germà per casar-lo amb una dona més jove i fèrtil. Abans que això passés, Ferran es va morir, amb només 38 anys, el 29 d'octubre 1626.
Poc abans de morir, per tal de pagar els deutes que havia acumulat la seva família, va vendre part de la col·lecció d'obres d'art. La venda es va concloure per una xifra irrisòria de diners que van rebre els seus successors, el germà Vicenç i el cosí Carles I Gonzaga-Nevers.
Ferran Gonzaga va crear l'Orde de cavalleria de la Immaculada Concepció' al qual s'hi podien adherir nobles de totes les nacions catòliques. El projecte, en el qual van participar també Carles I Gonzaga-Nevers i el comte Alfons d'Altan d'Alemanya, va prendre forma el 8 de desembre del 1619 i fou instituït a Màntua el 1623. El papa Gregori XV el va aprovar el 1623 i va ser confirmat pel papa Urbà VIII el 1625.